# Ibo, o sangue do silêncio
Ibo, o sangue do silêncio es una película del año 1981.

## Sinopsis
Situada en el norte del país, la isla de Ibo fue la cárcel donde la policía política portuguesa se ensañó torturando a los nacionalistas mozambiqueños. El documental habla de esta prisión, de la historia de la colonización y de la resistencia.